# Trey Azagthoth
Trey Azagthoth, (geboren als George Michel Emmanuel III op 26 maart 1965) in Bellingham (Washington), Verenigde Staten is de gitarist en de oprichter van deathmetalband Morbid Angel. Hij is momenteel het enige oorspronkelijke bandlid van Morbid Angel. Hij wordt alom beschouwd als een van de belangrijkste gitaristen uit de geschiedenis van death metal. Hij speelt ook keyboard en zingt incidenteel.

## Begindagen
Azagthoth groeit op in Tampa (Florida). Op zestienjarige leeftijd krijgt hij zijn eerste gitaar, een B.C. Rich Ironbird.. Hij verklaart in het NPS radioprogramma 'Bad Grrrl' tegenover presentatrice Mirella Simoncini dat hij de droom had om de meest explosieve gitarist van zijn generatie te worden, een droom die hij naar eigen zeggen op zijn eigen kracht heeft waargemaakt.
Hij richtte op school de band Ice op, samen met drummer Mike Browning. Na de band eerst om te dopen in Heretic, verandert hij zijn bandnaam definitief in 1983 in Morbid Angel en neemt hij zelf het alias Trey Azagthoth aan. Trey is een verwijzing naar "derde", uit zijn naam George Michel Emmanuel III, Azagthoth is afgeleid van Azathoth, de fictieve godheid uit de Cthulhu Mythos en de Droomcyclus van H.P. Lovecraft. Morbid Angel bestaat dan nog uit de leden Trey Azagthoth (gitaar), drummer Mike Browning Dallas Ward op zang en bas. Aanvankelijk was Morbid Angel zelfs nog een instrumentale band, totdat Ward besluit erbij te gaan zingen. Ze nemen enkele demo's uit, die later opnieuw zijn opgedoken. Ook wordt een eerste album opgenomen dat niet uitgebracht wordt, met de titel 'Abominations of Desolation'. In 1991 komt deze alsnog uit. Veel nummers van dit album verschijnen in een gemoderniseerde versie op de officiële albums.
In 1986 verlaat Browning Morbid Angel omdat Azagthoth een verhouding begon met zijn vriendin. Browning wordt meermaals vervangen, totdat in 1988 Terrorizer drummer Pete Sandoval bij de band komt, op aanraden van zanger-bassist David Vincent, die inmiddels bij Azagthoth is aangesloten. Deze drie bandleden zouden de legendarische as van de band vormen, met wisselende gitaristen, waaronder onder meer Richard Brunelle en Erik Rutan.

## Doorbraak
Bij het uitkomen van het eerste officiële album, getiteld 'Altars Of Madness' in 1989 wordt death metal als genre nog niet volledig geaccepteerd. De term was al wel geïntroduceerd door de band Possessed, maar als genre was het nog niet erkend. Mede door Morbid Angel en de band Death breekt het genre los van thrashmetal. De voor die tijd ongekende energie, de technische spelvaardigheid van de individuele muzikanten en het charisma van de bandleden, gekoppeld aan de occulte sfeer die Morbid Angel op het debuutalbum tentoonspreidt, maken van de bandleden in één klap sterren in de underground. Morbid Angel zou in 1998, met slechts vijf studioalbums uitgebracht, de grens van 1 miljoen verkochte albums bereiken, mede door het feit dat ze de steun kregen van Giant Records, een sublabel van Warner Brothers Records. Het album belandt op eerste in de lijst 'Top 40 Greatest Death Metal Albums Of All Time' van Terrorizer Magazine.
Het tweede album, beginnend met de letter B, is getiteld 'Blessed Are The Sick', uit 1991. De stijl die Morbid Angel pionierde wordt nog grootser aangezet, maar ook laat de band zien naast catchy riffs te schrijven ook van gebaande paden af te durven stappen. De maniakale speelstijl, met name in de solo's, waarin Azagthoth moeiteloos ingewikkelde gitaartechnieken als sweeps en tapping in elkaar over laat lopen, maken hem tot een gitarist met bijzonder veel aanzien in extreme metal. Decibel Magazine roept Trey Azagthoth zelfs uit tot de beste death metal guitarist aller tijden.
Het derde album, beginnend met de letter C, is getiteld 'Covenant' uit 1993. Vanaf dat moment is duidelijk dat Morbid Angel in de albumtitels het alfabet volgt. Metal raakt in die periode meer in de mainstream en mede daardoor krijgt de band veel promotie en groeit de band uit tot een belangrijke publiekstrekker op festivals. Het album wordt in korte tijde 150.000 keer verkocht, volgens Nielsen SoundScan. Het daarop volgende album, het D-album 'Domination' (1995) neemt nog wat meer afstand van de occulte death metal van de eerste drie albums. Zanger David Vincent legt een nadrukkelijk politieke boodschap in zijn teksten, wat Azagthtoth achteraf gezien niet bij de identiteit van Morbid Angel vond passen. Desondanks is het album een groot commercieel succes en 'Bad Grrrl' presentatrice Mirella Simoncini zet het album in Oor op plaats 6 van beste album van 1995. Op een van de politieke nummers, 'Where The Slime Live', brengt Azagthoth in de solo een ode aan zijn andere grote passie, videospelletjes. Ter promotie van het album speelt Morbid Angel onder meer in het voorprogramma van Black Sabbath

## Jaren zonder David Vincent

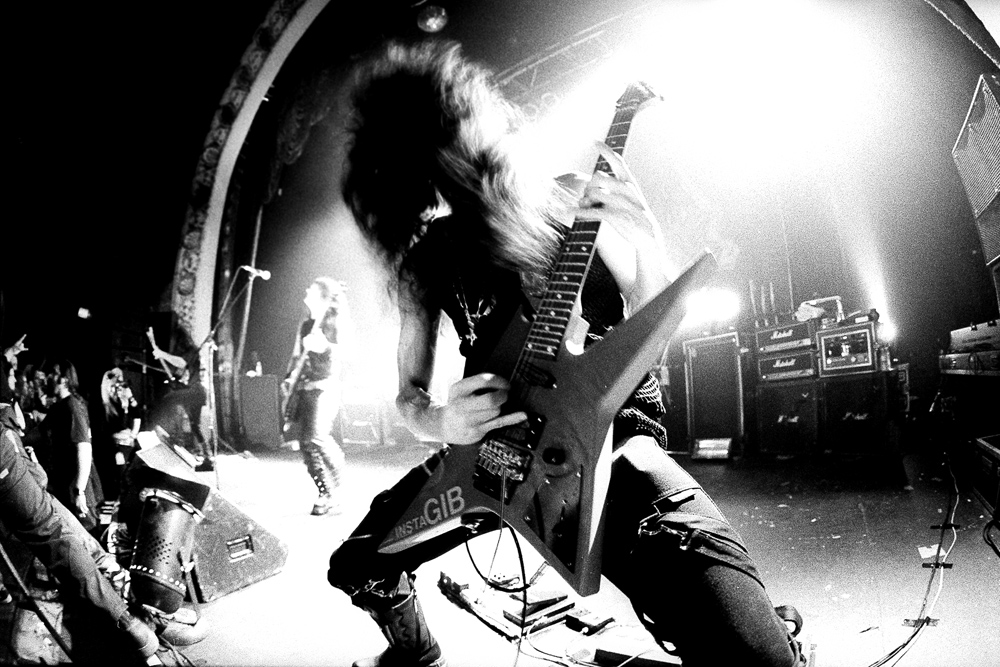
Trey Azagthoth met Morbid Angel live in 2006

Als na 'Domination' het livealbum 'Entangled In Chaos wordt uitgebracht, kondigt zanger David Vincent zijn vertrek aan. Hij wordt vervangen door Steve Tucker en in 1998 wordt 'Formulas Fatal To The Flesh' uitgebracht. De F is de zesde letter in het alfabet, vandaar dat deze drie keer voorkomt in de titel, als verwijzing naar 666, het nummer van het beest. Vanaf dit moment laat de tot dan toe redelijk mediaschuwe Azagthoth zich van een totaal andere kant zien en hij neemt het merendeel van de persverantwoordelijkheid op zich en begeeft hij zich na optredens onder het publiek. Ook schrijft hij de meeste songteksten en hij zingt zelfs het nummer 'Invocation Of The Continual One' in. Het album als geheel is een kort overzicht van de diverse spirituele invloeden die Azagthoth in het dagelijks leven bezighouden, waaronder oude Sumerische en Mesopotamische mythologie. De reacties op het album zijn echter wisselend, aangezien Morbid Angel met David Vincent een zeer charismatische frontman heeft verloren.
Ook de ontvangst van het album 'Gateways To Annihilation' stelt teleur, ofschoon Azagthoth en zanger Steve Tucker met zeer veel trots op dit album terugkijken. Het vele toeren eist echter zijn tol van Tucker en hij verlaat in 2001 de band. Zijn vervanger Jared Anderson houdt het echter ook niet lang vol en nog voor de opnames van het volgende album keert Tucker weer terug. In 2003 neemt de band het album 'Heretic' op, wat bijna volledig door Azagthtoth geschreven is. Op dit album heeft hij bewust lege tijdvakken over gelaten, waarvan hij in interviews wel wil zeggen dat het betekenis heeft, maar niet wat de precieze betekenis is. De teruglopende verkoopcijfers zorgen ervoor dat het albumcontract met Earache Records niet wordt verlengd. In 2004 verlaat Tucker Morbid Angel opnieuw.

## Terugkeer David Vincent
In 2004 wordt David Vincent gevraagd om in te vallen voor enkele live-optredens in Europa. De nieuwe kennismaking, plus de sensatie die zijn terugkeer teweegbrengt bij fans, doen Azagthtoth besluiten Vincent definitief terug te vragen. Vanaf dat moment doet hij ook nadrukkelijk een stap terug in promotieactiviteiten, wat hij weer vrijwel geheel aan Vincent overlaat. In 2011, acht jaar na het verschijnen van het laatste album, neemt Azagthoth met Morbid Angel het album 'Illud Divinum Insanus' op. Op dit album wacht Morbid Angel niet tot het eind met experimenteren en worden drumtriggers toegepast op sommige nummers om de drums een meer industrial geluid mee te geven. Dit komt de band op zowel veel bewondering als kritiek te staan, maar Vincent en Azagthoth staan er op om de band in beweging te houden, in plaats van te herhalen wat ze in het verleden hebben gedaan.
Dit is het eerste album zonder Pete Sandoval, die vanwege rugblessures af moet haken. Hij wordt vervangen door Tim Yeung, aanvankelijk tijdelijk, maar het feit dat Sandoval tijdens zijn herstel bekeerd is, maakt het voor met name Vincent onmogelijk om hem in Morbid Angel terug te laten keren. Sindsdien is Tim Yeung de nieuwe drummer van Morbid Angel.

## Privé
- Trey Azagthtoth woont als kluizenaar in een huis aan de Everglades in Land O'Lakes in Florida.
- De vrouw van Trey Azagthtoth, Angela Emmanuel beheert al zijn blogs en de Morbid Angel fanclub Covenant Of Death[12]
- Trey Azagthtoth had vroeger een tatoeage met een omgekeerd kruis op zijn rechterbovenarm. Deze heeft hij laten verwijderen.
- Trey Azagthtoth is een pionier op het gebied van zevensnarige gitaren in extreme metal
- Trey Azagthtoth is een groot fan van diverse videogames en bij Quake speelt hij online in de wereldtop mee.
- Auteur Joel McIver zette Azagthoth in zijn boek 'The 100 Greatest Metal Guitarists' uit 2009 op plaats zeven van beste metal gitaristen aller tijden[13].
- Trey Azagthtoth is een groot liefhebber van Rotterdam Gabber House, en heeft in het verleden de Sloveense dance-act Laibach meermaals remix versies laten maken van Morbid Angel nummers.

## Speelstijl
Trey Azaghtoth beschikt over een breed scala aan gitaartechnieken. Hij is in staat met zijn linkerhand meerdere fretposities te overbruggen en complexe patronen op hoge snelheid te spelen. Zijn grootste invloeden zijn Eddie van Halen (waar hij bijna de volledige bedanklijst aan opoffert op het album 'Covenant'), Randy Rhoads en Jimi Hendrix. Hij combineert de technieken van Van Halen en Hendrix en past de harmonieën van Rhoads daar regelmatig op toe. In tegenstelling tot Rhoads, die alles wat hij bedacht volledig uitschreef, speelt Azagthoth niet volgens vaste toonladders, maar begint hij intuïtief te spelen en als het hem bevalt onthoudt hij het. In een later stadium zouden ook de muziekjes uit oude videogames een inspiratiebron vormen voor met name zijn solo's. Als slaggitarist is hij zich in de loop der jaren minder toe gaan leggen op songstructuur, maar veel meer vanuit zijn gevoel gaan componeren. Daar begint hij mee op 'Formulas Fatal To The Flesh'. Met de terugkeer van David Vincent grijpt hij echter weer vaker terug op gangbare songstructuren. Andere belangrijke, maar minder duidelijk hoorbare invloeden zijn Tony Iommi en Wolfgang Amadeus Mozart. Andere kenmerken van zijn stijl zijn het veelvuldige gebruik van de whammy bar en een wah-pedaal. Zijn zes- en zevensnarige gitaar zijn zonder uitzondering lager gestemd, meestal naar D# (zessnarige gitaren) of A# (zevensnarige gitaren).

## Apparatuur

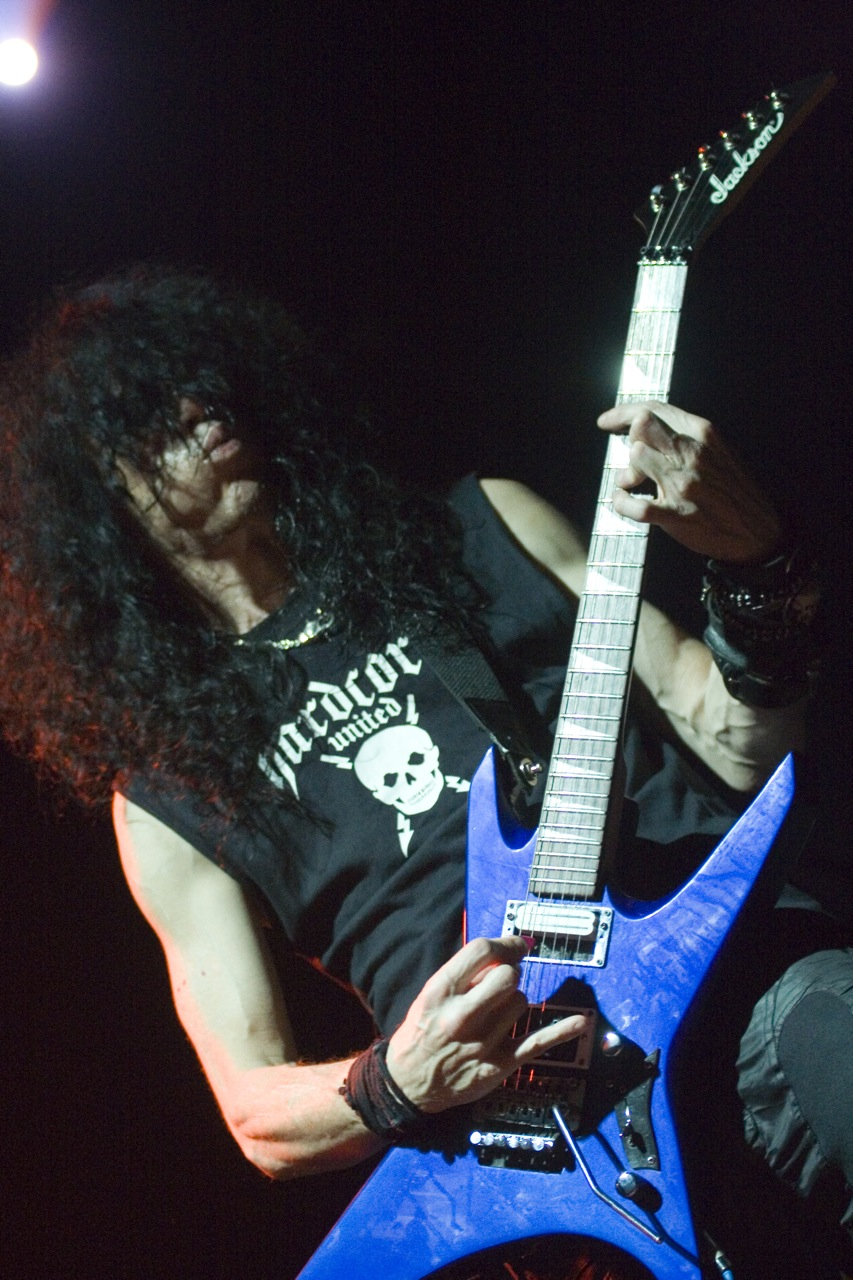
Trey Azagthoth op een Jackson Warrior gitaar

Azaghtoth is een van de pioniers van het gebruik van zevensnarige gitaren in extreme metal. Daarvoor gebruikte hij meestal een Ibanez RG7 (zie profielfoto). Hij speelt echter niet uitsluitend op zevensnarige gitaren. Hij heeft lange tijd geweigerd zich aan één bepaald merk te binden, maar de deal die zanger-bassist David Vincent sloot met Dean Guitars betrof heel Morbid Angel. Momenteel speelt Azagthoth op twee Dean modellen die nog niet in omloop zijn gebracht, namelijk de Dean X-CORE en de Dean ASTRO-X. Ondanks deze deal blijft hij ook op zijn andere gitaren spelen, allemaal uitgerust met een whammy bar. Een lijst van zijn meest gebruikte gitaren is:
- B.C. Rich Ironbird
- Charvel 375XL
- Charvel Explorer
- Charvel Star
- Dean V X-Core
- Dean Astro-X
- Hamer Flying V
- Gibson Flying V
- Ibanez RG7
- Ibanez UV7BK
- Jackson Warrior
- Washburn RR

## Discografie

### Albums
| Titel                          | Jaartal | Credits                                                                     |
| ------------------------------ | ------- | --------------------------------------------------------------------------- |
| Altars of Madness              | 1989    | gitaar, songwriting, tekstschrijver                                         |
| Blessed Are the Sick           | 1991    | gitaar, keyboard, piano, songwriting (1-10, 12, 13)                         |
| Covenant                       | 1993    | gitaar, keyboard, songwriting (nummers 1-4, 6, 8, 10)                       |
| Domination                     | 1995    | gitaar, keyboard, songwriting (nummers 1-3, 6, 8-10)                        |
| Entangled in Chaos (livealbum) | 1996    | gitaar, producer, mastering                                                 |
| Formulas Fatal to the Flesh    | 1998    | gitaar, keyboard, zang (track 11), songwriting (nummers 1-11, 14), producer |
| Gateways to Annihilation       | 2000    | gitaar, zang (naast Steve Tucker), songwriting (nummers 2, 3, 5-8, 10)      |
| Heretic                        | 2003    | gitaar, keyboard, gitaarsynthesizer                                         |
| Illud Divinum Insanus          | 2011    | gitaar, songwriting (nummers 2, 3, 7-9, 11)                                 |

Bovenstaande albumtitels volgen chronologisch de volgorde van het alfabet.

### Overige
| Titel                    | Soort  | Jaartal | Credits                                                     |
| ------------------------ | ------ | ------- | ----------------------------------------------------------- |
| Scream Forth Blasphemies | Demo   | 1986    | gitaar, keyboard                                            |
| Bleed For The Devil      | Demo   | 1986    | gitaar, keyboard                                            |
| Total Hideous Death      | Demo   | 1986    | gitaar, producer                                            |
| Thy Kingdom Come         | Demo   | 1987    | gitaar                                                      |
| Thy Kingdom Come         | single | 1988    | gitaar, songwriting, tekstschrijver (nummer 2) (als "Trey") |
| Laibach Remixes          | ep     | 1994    | gitaar, keyboard                                            |
| Nevermore                | single | 2011    | gitaar                                                      |

De belangrijkste solo's die Azagthoth speelt op het album 'Formulas Fatal To The Flesh' zijn als bonus tracks verschenen bij het album 'Heretic', onder de titel 'Love Of Lava'.